# Візантологія
Візантологія, або Візантиністика, Візантієзнавство — гуманітарна міждисциплінарна наукова дисципліна, частина медієвістики. Предмет вивчення — історія та культура Візантійської імперії і населявших її народів. Назву дисципліна отримала від міста Візантій.

## Візантологи
- Категорія:Візантологи

## Основні праці
- Byzantine and Modern Greek Studies, Oxford, ISSN 0307-0131.
- Byzantinische Zeitschrift, Munich, ISSN 0007-7704.
- Byzantinoslavica, Prague, ISSN 0007-7712
- Byzantion: revue internationale des études byzantines, Brussels.
- Dumbarton Oaks papers, Washington, ISSN 0070-7546.
- Gouden hoorn, Amsterdam, ISSN 0929-7820
- Jahrbuch der Österreichischen Byzantinistik, Vienna, ISSN 0378-8660.
- Revue des études byzantines, Paris, ISSN 0373-5729.
- Rivista di studi bizantini e neoellenici, Rome, ISSN 0557-1367.
- Византийский временник, Москва, ISSN 0132-3776
- Зборник радова Византолошког Института, Belgrade, ISSN 0584-9888.